# زمان در ایالات متحده آمریکا

نقشه منطقه‌های زمانی آمریکا از ۲ آوریل ۲۰۰۶ لغایت ۱۱ مارس ۲۰۰۷. وضعیت فعلی تنها در چند شهرستان ایندیانا که از منطقه زمانی مرکز به منطقه زمانی شرقی منتقل شده‌اند، تفاوت دارد.

زمان در ایالات متحده آمریکا (انگلیسی: Time in the United States) به صورت رسمی به ۹ منطقه زمانی استاندارد تقسیم شده است که این مناطق زمانی، ایالت‌ها و توابعشان و ساعت تابستانی بخش اعظم ایالات متحده آمریکا را پوشش می‌دهند. مرزبندی مناطق زمانی و نظارت بر ساعت تابستانی را وزارت ترابری ایالات متحده آمریکا انجام می‌دهد و تنظیم زمان دقیق بر عهده دو ارگان فدرال مؤسسه ملی فناوری و استانداردها و وزارت بازرگانی ایالات متحده آمریکا و همتای نظامیشان رصدخانه نیروی دریایی ایالات متحده آمریکا است.

ساعت‌های استفاده شده توسط این ارگان‌ها با یکدیگر کاملاً هم‌زمان است.

## منطقه‌های زمانی
1. منطقه زمانی اقیانوس اطلس
2. منطقه زمانی شرقی
3. منطقه زمانی مرکزی
4. منطقه زمانی کوهستانی
5. منطقه زمانی اقیانوس آرام
6. منطقه زمانی آلاسکا
7. منطقه زمانی هاوایی- آلوشن
8. منطقه زمانی ساموآ
9. منطقه زمانی چامورو